# Internationaal Verdrag inzake de wettelijke aansprakelijkheid voor schade door verontreiniging door olie
De Internationaal Verdrag inzake de wettelijke aansprakelijkheid voor schade door verontreiniging door olie (International Convention on Civil Liability for Oil Pollution Damage, CLC-verdrag) is een verdrag omtrent een internationale structuur van compensatie voor schade veroorzaakt door olieverontreiniging van een olietanker. Een tweede stap van compensatie is de 1992 Fund Convention. Beide staan onder toezicht van de Internationale Maritieme Organisatie, een gespecialiseerde organisatie van de Verenigde Naties. Het CLEE-verdrag moest een vergelijkbare regeling treffen voor de offshore-industrie, maar is nooit in werking getreden.
Het verdrag volgde naar aanleiding van de ramp met de Torrey Canyon in 1967.

## Toepassing
Geografisch gezien is de CLC-conventie van toepassing binnen en tot aan de grens van de exclusief economische zone van een staat; ongeacht waar de olie vandaan komt.
De CLC-conventie is enkel van toepassing voor olietankers (dus ook een olietanker die in ballast vaart), meer bepaald voor de lading en bunkerolie die ze aan boord hebben.

## Compensatie
Compensatie onder de CLC gebeurt in een 2-lagensysteem. 
- Een eerste laag wordt betaald door de eigenaar(s) van het schip dat de olieverontreiniging veroorzaakt heeft. Het bedrag wordt gelimiteerd door het tonnage van het schip. Als de eigenaar echter schuldig bevonden wordt het incident rechtstreeks veroorzaakt te hebben, is er geen sprake van een limiet.
- Een tweede laag wordt betaald door het fonds, via de fund convention. Deze laag wordt gesponsord door de olie-ontvangende staten (waarvan de invoer >150.000 ton) die de fund convention hebben geratificeerd. Dit gebeurt via jaarlijkse bijdragen. De fund convention zal bijtreden in 3 gevallen:
  - De compensatie onder de CLC is onvoldoende.
  - De scheepseigenaar wordt niet verantwoordelijk geacht, zoals als er sprake is van een act of God.
  - De scheepseigenaar is financieel incapabel om zijn verplichtingen tegemoet te komen en zijn verzekering is onvoldoende.

Naar aanleiding van de ramp met de Erica is er in 2003 een supplementary fund protocol in werking getreden, de derde laag. Hierbij is de limiet opgevoerd tot 750 miljoen SDR. Dit protocol is optioneel voor staten en wordt door de olie-ontvangers gesponsord.

## Claims
Elke inwoner van een staat die deze conventies geratificeerd heeft en persoonlijk schade geleden heeft door de olieverontreiniging, kan compensatie eisen van de scheepseigenaar/verzekeraar of 1992 Fund. Dit geldt zowel voor individuelen als bedrijven, lokale autoriteiten en staten. Meestal wordt een schadeclaim ingediend voor de volgende types van schade:
- Schade aan eigendom
- Kosten van schoonmaakprestaties aan land of op zee
- Economische schade in de visserij
- Economische schade in de toeristische sector
- Kosten voor het herstel van het aangetaste milieu

Er moet een duidelijke link zijn tussen de pollutie en de eventuele (kwantificeerbare) schade. Het is aan diegene die de claim indient om dit te bewijzen.  
Er is een 1992 Fund's Claim Manual beschikbaar die kan gebruikt worden als leidraad voor het indienen van een claim.

## Opmerking
De Verenigde Staten hebben de CLC-conventie niet ondertekend. Hier is de oil pollution act (OPA) van toepassing.  